# Palio dei Normanni

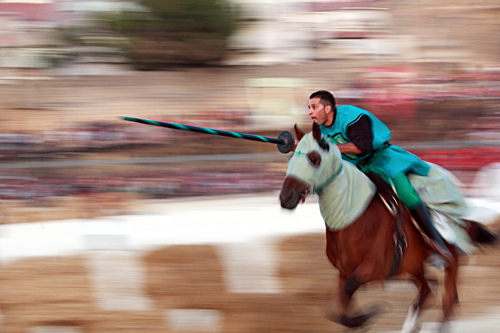
Un cavaliere del quartiere Casalotto durante la giostra del Saraceno

Il Palio dei Normanni. Si tiene ogni anno nella città italiana di Piazza Armerina, nel cuore della Sicilia, nei giorni 12, 13 e 14 agosto, dalla fine del XVII e gli inizi del XVIII secolo, quando le allora dodici confraternite della città organizzarono per la prima volta un corteo storico in occasione dei festeggiamenti in onore di Maria Santissima dell'Assunta, oggi "Maria Santissima delle Vittorie", noto come la "Cavalcata", appellativo che ancora oggi è usato dagli abitanti per indicare il Palio. Dal 1952 venne realizzata sotto questo nome.
Il Palio dei Normanni di Piazza Armerina è la più importante rappresentazione in costume folcloristico del Sud Italia, con oltre 600 figuranti. Fa parte della FIGeST Federazione Italiana Giochi e Sport Tradizionali ed è iscritto nel Registro delle Eredità Immateriali (REI) della Regione Siciliana.

## Il contesto storico
L'evento trae ispirazione dalla guerra di conquista della Sicilia Musulmana per opera dei Normanni guidati da Ruggero I di Sicilia, figlio più giovane di Tancredi d'Altavilla. La conquista Normanna ha inizio nel 1061, con lo sbarco a Messina avvenuto con l'appoggio del fratello di Ruggero, Roberto il Guiscardo e soprattutto grazie all'emiro arabo di Siracusa Ibn al Thumna. Infatti quest'ultimo, essendo in contrasto con gli altri emiri di Sicilia e in particolare con il cognato Ibn al-Ḥawwās, signore di Castrogiovanni, nel 1061 si recò a Mileto da Ruggero I d'Altavilla, al quale giurò e promise il suo appoggio contro i musulmani in Sicilia.
L'azione di Ruggero e Roberto era stata ufficialmente autorizzata da papa Niccolò II nel famoso Concilio di Melfi del 1059, a seguito della vittoria Normanna sulle truppe pontificie a Civitate, nel 1053, che aveva messo a serio rischio l'autorità papale di Leone IX. I Normanni, dopo averlo preso in ostaggio, lo lasciarano in libertà a patto che egli riconoscesse tutte le conquiste Normanne del Sud Italia, compresa quella futura della Sicilia. Riconoscimento che avvenne con il Trattato di Melfi, siglato durante l'omonimo concilio, nel 1059. In questo modo i Normanni si facevano paladini della cristianità prima per aver risparmiato la vita al Pontefice e poi giustificando le loro mire espansionistiche con il pretesto di liberare la Sicilia dagli infedeli Saraceni, forti anche dell'appoggio di Ibn al Thumna. Sbarcati dunque a Messina nel 1061, presero nello stesso anno Troina e in seguito buona parte della Sicilia centrale e nord-orientale.
Il crocevia della conquista fu segnato nel 1063, sulle alture dei Nebrodi, dove venne strenuamente combattuta e vinta la celebre battaglia di Cerami (della quale abbiamo un dettagliato racconto di Goffredo Malaterra, nel suo libro "De rebus gestis Rogerii Calabriae et Siciliae comitis et Roberti Guiscardi ducis fratris eius" ove narra le tappe dell'impresa Normanna).
Qui la storia delle conquiste Normanne si lega con la tradizione della città di Piazza Armerina.
Alla fine della battaglia di Cerami, vinta grazie all'aiuto divino, Ruggero I di Sicilia inviò, in segno di riconoscenza, parte del bottino di guerra e quattro cammelli a Papa Alessandro II (succeduto a Niccolò II nel 1061). Quest'ultimo, per ricambiare il favore concesse l'indulgenza plenaria al Conte e gli donò a sua volta un vessillo con le insegne papali, che leggenda vuole, raffiguri la Madonna con Gesù Bambino e che si dice accompagnò il Conte durante le sue vittorie in Sicilia (per questo ribattezzata Maria Santissima delle Vittorie, oggi patrona della città e della Diocesi di Piazza Armerina). Essendo noto che al momento dell'eventuale passaggio di Ruggero, l'antica Piazza Armerina non era ancora stata fondata, sempre la leggenda narra che il conte Ruggero, al termine della conquista della Sicilia (avvenuta nel 1091 con la presa di Noto), volle che il Vessillo Mariano fosse donato alla città normanna di Platia (in latino, ma anche Platza in bizantino e Iblatasah in arabo) e custodito nella chiesa madre. L'esistenza dell'antica Piazza Armerina è attestata, e compare come nome latino Platea o Placia nella diplomatica intorno al 1122, mentre il nome greco Platza e quello latino Placea in due diplomi di Simone Del Vasto, uno del 1141 e l'altro del 1148. Sempre di questo periodo (1140) si conoscono le descrizioni ne "Il libro di Ruggero" del geografo e botanico arabo Al Idrisi, a servizio di Ruggero II, il quale narra che: "Iblatâsah è un ben munito fortilizio, da cui dipende un vasto contado con terre da semina benedette. Famoso è il suo mercato, abbondanti le derrate, gli alberi, la frutta."
Un tratto peculiare della città di Piazza Armerina è proprio quello di fare parte dei cosiddetti comuni lombardi di Sicilia. Infatti, durante la conquista, i Normanni ripopolarono o fondarono molti centri della Sicilia centro-orientale anche con gente proveniente dal Nord Italia (Piemonte, Lombardia, Liguria ed Emilia) grazie all'alleanza con la famiglia degli Aleramici (Marchesi di Saluzzo, Monferrato e Savona), suggellata dal matrimonio nel 1087 tra Adelasia Del Vasto e lo stesso Ruggero I. Egli affidò, nel 1092, il controllo della Contea di Paternò e della Contea di Butera al fratello di Adelasia, Enrico Del Vasto (padre del sopra citato Simone Del Vasto, il quale lo succederà alla guida delle Contee di Butera e Paternò).
L'afflusso della gente "lombarda" in centri quali Piazza Armerina, Aidone, Nicosia, Sperlinga, San Fratello, ha fatto sì che si sviluppasse in queste zone della Sicilia una parlata molto diversa da quella del resto dell'isola tanto da formare una vera e propria lingua, il cosiddetto dialetto gallo-italico, che sopravvive ancora oggi tra le viuzze medievali di questi meravigliosi centri (appunto detti lombardo-siculi).
L'antica città di Platia doveva quindi rivestire un ruolo di rilevante importanza all'interno della Contea di Butera e Paternò, tanto da meritarsi l'appellativo di "noblissimum lombardorum oppidum" (nobilissima città lombarda) conferitogli dallo storico normanno Ugo Falcando, vissuto nella seconda metà dell'XII secolo, nel suo libro "Liber de Regno Siciliae", che narra la storia del Regno Normanno durante gli anni 1154-1169, quando era Re Guglielmo I detto il Malo. Furono proprio questi gli anni che però videro la fine dell'antica città di Platia.
In quel tempo, infatti, si era determinata una pericolosa contrapposizione tra il potere reale e le colonie lombarde di Sicilia a causa della politica filo-islamica del sovrano e favorevole alle forze borghesi emergenti. Nel marzo 1161 fallì la rivolta popolare promossa a Palermo da Matteo Bonello contro il re Guglielmo I e i musulmani che ancora vivevano in Sicilia, considerati usurpatori. Fallita la rivolta, alcuni degli sconfitti si rifugiarono nei territori Aleramici dell'isola a Butera e Piazza Armerina (Platia) ; da queste posizioni, Ruggero Sclavo (figlio illegittimo di Simone Del Vasto), appena nominato conte di Butera, alleatosi con Tancredi d'Altavilla, conte di Lecce e futuro re di Sicilia, scagliò i suoi uomini contro i numerosi casali saraceni vicini (ancora oggi molte contrade della zona portano nomi di derivazione araba): saccheggiarono il territorio e fecero un massacro della popolazione musulmana. Il re Guglielmo I rispose mettendo insieme un esercito di Saraceni e si diresse verso Piazza Armerina e Butera, che conquistò e rase al suolo nell'estate del 1161.
Dopo la distruzione dell'antica Platia, fu concessa sempre da Guglielmo il Malo, nel 1163, la ricostruzione della città in un luogo diverso da quello fino allora conosciuto. Il luogo individuato fu il Colle Mira (che oggi corrisponde al Quartiere Monte) e lì la città fu ricostruita. Il Re in persona, venendo per la posa della prima pietra, né approvò l'impianto urbano, la cui topografia è il classico esempio dell'insediamento di matrice normanna, che appare ancora oggi come una vera e propria roccaforte, come città militare, la cui struttura a “lisca di pesce” col suo decumano (oggi via Monte), nel quale confluiscono da destra e da sinistra le varie strade, tutte parallele tra loro. La prima chiesa edificata nella nuova città fu dedicata a San Martino, santo caro ai Re e patrono delle milizie normanne.
In questo ampio scenario storico si colloca il Palio dei Normanni, come massima espressione simbolica della consegna del Vessillo di Maria Santissima, oggi "delle Vittorie", alla città di Platia, che nel corso dei secoli sarà al centro delle leggende popolari della città. Infatti si racconta che nella funesta circostanza della distruzione, nel 1161, alcuni fedeli custodi del Vessillo pontificio dell'Assunta, chiusero l'icona in una cassa di legno e la seppellirono in un luogo sicuro e da pochi conosciuto, sull'eremo dove ora sorge la chiesetta di S. Maria di Piazza Vecchia ma dove fin dall'epoca bizantina esisteva un cenobio di monaci basiliani sopravvissuti al dominio islamico, del quale oggi restano poche tracce. Proprio in questo luogo fu ritrovata più tardi, nel 1348, anno della grande peste che decimò le popolazioni di tutta Europa. Il ritrovamento miracoloso della Sacra icona della Vergine fu reso possibile, secondo la tradizione, da un sogno rivelatore del sacerdote Giovanni Candilia che abitava nella contrada Piazza vecchia (è certo che già nel 1148 la località era già denominata Piazza vecchia, senza che ancora esistesse la nuova, e veniva donata con tutto il piano Armerino dal Conte Simone, nel diploma suddetto, all'Ordine del Santo Sepolcro, insieme alla chiesa di Sant'Andrea). Il 3 di Maggio del 1348 l'icona ritrovata fu portata in trionfo dall'eremo di campagna alla Chiesa Madre di Piazza (San Martino) dai cittadini scampati alla pestilenza. Ancor oggi in ricordo dell'evento, ogni anno nell'ultima domenica di aprile, i piazzesi si portano all'eremo di Piazza Vecchia per partecipare al trasporto in pellegrinaggio di una copia dell'icona in città, mentre il 3 di Maggio successivo avviene il pellegrinaggio inverso.
Il Palio diventa quindi una miscela unica di storia e leggenda, di devozione popolare e tradizione storica, e che lo rende unico e incredibilmente affascinante.

## Il programma della manifestazione

### 12 agosto - Consegna delle armi
Nel primo pomeriggio del 12 di agosto, dalla chiesa madre di ogni quartiere (Canali in rosso, Casalotto in verde, Castellina in blu e Monte in giallo), si snoda il corteo in costume che percorre le vie della città, riunendosi qualche ora dopo in Piazza Semini (Teatro Garibaldi). Qui, il Gran Magistrato, quale rappresentante del potere giudiziario e di governo della città, con un atto rituale consegna le armi ai Cavalieri giostranti dei quattro quartieri e il pubblico Bando al Banditore di Platia. Dopo questa cerimonia, l'intero corteo storico si porta nella Basilica Cattedrale per la cerimonia religiosa della benedizione dei Cavalieri giostranti e dei Quartieri, e la donazione da parte del Gran Magistrato di una lampada votiva che viene posta ai piedi del fercolo che custodisce la Sacra immagine di Maria SS. delle Vittorie. È bene sottolineare che il primo giorno non sono presenti le truppe dell'esercito Normanno, le quali, insieme alla figura del Conte Ruggero, sfileranno il 13 e 14 agosto.

### 13 agosto - Consegna delle chiavi
Il giorno 13, dalla chiesa madre dei quattro quartieri si dipartono i relativi cortei di figuranti in costume che si dirigono al piazzale antistante la cattedrale dove avverrà la rappresentazione simbolica dell'incontro con il Conte Ruggero. Fra squilli di trombe e rullo di tamburi, si ha l'ingresso trionfale del Conte Ruggero, al comando delle sue truppe. Qui, dopo la simulazione della celebre pugna contro i Saraceni, il conte riceve l'omaggio del Gran Magistrato che gli porge simbolicamente le chiavi della città. Terminata la cerimonia, il corteo si ricompone e sfila per le vie della città tra la folla plaudente.

### 14 agosto - Quintana del Saraceno
Il giorno 14, prende luogo il Palio vero e proprio presso l'attuale campo sportivo della città. Qui si svolgono le gare cavalleresche che vedono destreggiarsi i cavalieri in costume, in rappresentanza dei quattro quartieri storici della città. La squadra che totalizzerà il maggior punteggio vincerà il Palio e riceverà in premio l'antica immagine della Madonna delle Vittorie, la cui effigie verrà esposta per tutto l'anno presso la chiesa parrocchiale del rione vincitore.

## La Quintana del Saraceno

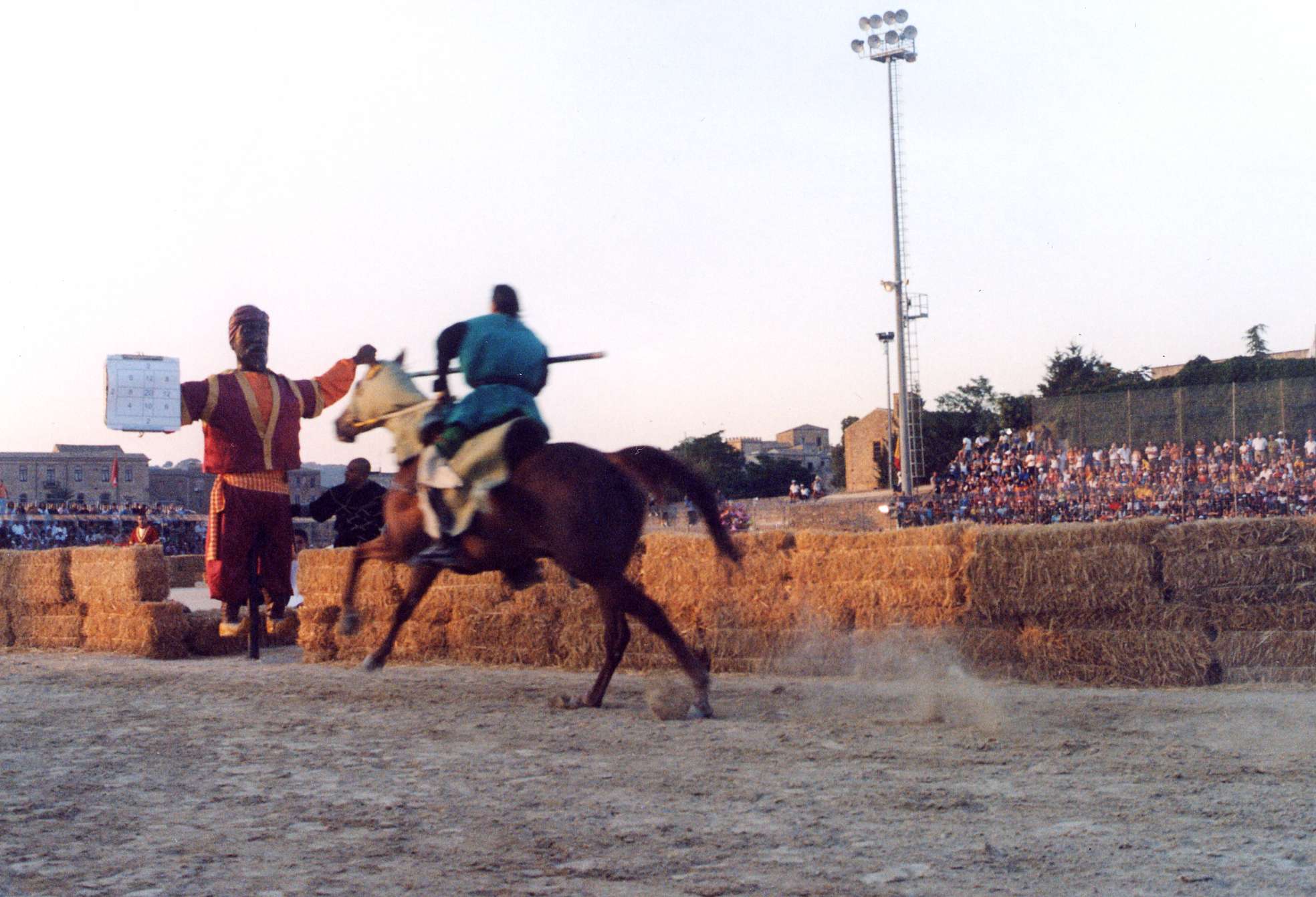
La giostra del Saraceno

La Quintana (o Giostra) del Saraceno è, come detto, il momento culminante dei tre giorni di Palio. I quartieri, dalle loro chiese madre, sfileranno nel primo pomeriggio per recarsi all'Arena devota a Sant'Ippolito. Qui, la folla sugli spalti, acclama i cinque Cavalieri di ogni quartiere che si sfideranno di lì a poco per la conquista simbolica del Vessillo. La Quintana si compone di quattro prove:

### 1ª Prova:Colpire con la lancia da gara lo scudo del Saraceno
Ogni cavaliere giostrante dovrà partire al galoppo da una linea di partenza indicata sul campo di gara eseguendo un percorso prestabilito, dovrà colpire con la lancia in resta preventivamente inchiostrata il bersaglio posto sullo scudo del Saraceno (un "pupo"). Il punteggio attribuito varia in base al punto colpito e va da 2 a 20 pt.

### 2ª Prova:Colpire con la mazza da gara lo scudo del Saraceno
Ogni cavaliere giostrante dovrà partire al galoppo da una linea di partenza indicata sul campo di gara e, seguendo un percorso prestabilito, dovrà colpire con una mazza di legno preventivamente inchiostrata il bersaglio posto sullo scudo del Saraceno. Il punteggio realizzato è ricavato dall'impronta lasciata dalla mazza sul bersaglio e varia da 2 a 20 pt.

### 3ª Prova:Centrare e prendere con la lancia da gara un anello posto sul Saraceno
Ogni cavaliere giostrante dovrà partire al galoppo da una linea di partenza indicata sul campo di gara e con la lancia in resta dovrà centrare e prendere un anello (sul quale sono stati preventivamente applicati dei nastrini colorati per facilitarne la localizzazione) posto sul braccio destro del Saraceno. Il punteggio di 20 pt è ricavato dalla presa dell'anello.

### 4ª Prova:Lanciare un giavellotto attraverso un anello posto su una forca
Ogni cavaliere giostrante dovrà partire al galoppo da una linea di partenza indicata sul campo di gara e dovrà lanciare il giavellotto facendolo passare attraverso un anello di carta appeso ad una forca posta a5 metri d'altezza. Il punteggio realizzato (25 pt) si ottiene a confermata foratura dell'anello. Dato l'elevato punteggio della prova, essa diventa spesso l'ago della bilancia dal quale dipende il risultato finale del Palio.
Conclude la serata una sfilata con tutti i figuranti guidati dai cavalieri rappresentanti il quartiere vincitore.

## Albo d'oro del Palio
| 1952 | Casalotto  |
| 1954 | Casalotto  |
| 1956 | Casalotto  |
| 1958 | Castellina |
| 1960 | Castellina |
| 1961 | Castellina |
| 1962 | Casalotto  |
| 1963 | Monte      |
| 1964 | Castellina |
| 1965 | Casalotto  |
| 1966 | Monte      |
| 1967 | Monte      |
| 1968 | Monte      |
| 1969 | Casalotto  |
| 1970 | Monte      |
| 1971 | Casalotto  |
| 1972 | Monte      |
| 1973 | Monte      |
| 1974 | Monte      |
| 1975 | Monte      |
| 1976 | Canali     |
| 1977 | Casalotto  |
| 1978 | Casalotto  |
| 1979 | Casalotto  |
| 1980 | Monte      |
| 1981 | Casalotto  |
| 1982 | Monte      |
| 1983 | Monte      |
| 1984 | Monte      |
| 1985 | Casalotto  |
| 1986 | Casalotto  |
| 1987 | Castellina |
| 1988 | Castellina |
| 1989 | Castellina |
| 1990 | Monte      |
| 1991 | Monte      |
| 1992 | Monte      |
| 1993 | Castellina |
| 1994 | Monte      |
| 1995 | Casalotto  |
| 1996 | Monte      |
| 1997 | Casalotto  |
| 1998 | Canali     |
| 1999 | Castellina |
| 2000 | Castellina |
| 2001 | Castellina |
| 2002 | Casalotto  |
| 2003 | Casalotto  |
| 2004 | Monte      |
| 2005 | Canali     |
| 2006 | Canali     |
| 2007 | Castellina |
| 2008 | Casalotto  |
| 2009 | Castellina |
| 2010 | Canali     |
| 2011 | Castellina |
| 2012 | Monte      |
| 2013 | Monte      |
| 2014 | Castellina |
| 2015 | Casalotto  |
| 2016 | Casalotto  |
| 2017 | Castellina |
| 2018 | Monte      |
| 2019 | Casalotto  |
| 2020 | Canali     |
| 2021 | Casalotto  |
| 2022 | Castellina |
| 2023 | Monte      |
| 2024 | Castellina |
| 2025 | Monte      |

| Vittorie totali | Vittorie totali |
| Vincitore       | Volte           |
| --------------- | --------------- |
| Monte           | 24              |
| Casalotto       | 22              |
| Castellina      | 18              |
| Canali          | 6               |